# Benedict Cumberbatch
Benedict Timothy Carlton Cumberbatch, född 19 juli 1976 i London, är en brittisk skådespelare. 
Cumberbatch har bland annat gjort roller som Stephen Hawking i TV-filmen Hawking, William Pitt den yngre i den historiska filmen Amazing Grace, Sherlock Holmes i den BBC-producerade TV-serien Sherlock och superhjälten Doctor Strange i Marvel Cinematic Universe. Han spelar även John Harrison/Khan i filmen Star Trek Into Darkness samt draken Smaug och Nekromanten i Hobbit: Smaugs ödemark och Hobbit: Femhäraslaget. I filmen The Imitation Game spelar han geniet Alan Turing som lyckades knäcka nazisternas krypteringskoder under andra världskriget. 
Han har fått två Laurence Olivier Award-nomineringar samt vunnit en för Best Actor för teaterpjäsen Frankenstein, fått fyra BAFTA-nomineringar, tre Emmy Award-nomineringar samt vunnit en för Outstanding Lead Actor in a Miniseries or a Movie för Sherlock och en Golden Globe Award-nominering. I november 2013 blev han hedrad av BAFTA Los Angeles med en Britannia Award för British Artist of the Year för hans "mästerliga prestationer i tv, film och teater." 2014 inkluderades Cumberbatch i TIME Magazines lista över världens 100 mest inflytelserika personer.
2015 tilldelades han Brittiska imperieorden av graden CBE (kommendör av andra 2 klass) för sina insatser. Detta är en grad under att kunna tituleras Sir Benedict.

## Biografi
Benedict Cumberbatch är son till skådespelarna Timothy Carlton (födelsenamn Timothy Carlton Cumberbatch) och Wanda Ventham. De delar dock inte samma efternamn. Detta beror på att föräldrarna har bytt ut det, anledningen är dock okänd. De har spelat mot varandra i serien ”Sherlock” där de spelar den cyniske detektivens föräldrar. Han studerade vid Brambletye School i West Sussex och fick ett konststipendium för att studera vid Harrow School. På Harrow började han att skådespela i skolpjäser och hade roller i flera uppsättningar av Shakespeare och gjorde sin skådespelardebut som Titania i En midsommarnattsdröm när han var 13. Efter skolan tog han ett sabbatsår för att undervisa i engelska vid ett tibetanskt kloster. Han studerade därefter vid University of Manchester, där han studerade drama. Efter examen fortsatte Cumberbatch med sin utbildning som skådespelare vid London Academy of Music and Dramatic Art.

## Privatliv
Den 5 november 2014 offentliggjordes att Cumberbatch förlovat sig med teater- och operaregissören Sophie Hunter. Paret gifte sig 14 februari 2015 på Isle of Wight och har tre söner tillsammans.

## Filmografi

### Film
| År   | Titel                                                            | Roll                               | Noteringar     |
| ---- | ---------------------------------------------------------------- | ---------------------------------- | -------------- |
| 2002 | Fields of Gold                                                   | Jeremy                             |                |
| 2002 | Hills Like White Elephants                                       | The Man                            | Kortfilm       |
| 2003 | To Kill a King                                                   | Royalist                           |                |
| 2004 | Hawking                                                          | Stephen Hawking                    |                |
| 2006 | Starter for 10                                                   | Patrick Watts                      |                |
| 2006 | Amazing Grace                                                    | William Pitt                       |                |
| 2007 | Inseparable                                                      | Joe/Charlie                        | Kortfilm       |
| 2007 | Försoning                                                        | Paul Marshall                      |                |
| 2008 | Den andra systern Boleyn                                         | William Carey                      |                |
| 2009 | Creation                                                         | Joseph Hooker                      |                |
| 2010 | Burlesque Fairytales                                             | Henry Clark                        |                |
| 2010 | Four lions                                                       | Negotiator                         |                |
| 2010 | Van Gogh: Painted with Words                                     | Vincent Van Gogh                   |                |
| 2010 | Third Star                                                       | James                              |                |
| 2010 | The Whistleblower                                                | Nick Kaufman                       |                |
| 2011 | Tinker, Tailor, Soldier, Spy                                     | Peter Guillam                      |                |
| 2011 | War Horse                                                        | Major Jamie Stewart                |                |
| 2011 | Wreckers                                                         | David                              |                |
| 2012 | Hobbit: En oväntad resa                                          | Nekromanten                        |                |
| 2013 | Star Trek Into Darkness                                          | John Harrison / Khan Noonien Singh |                |
| 2013 | 12 Years a Slave                                                 | William Ford                       |                |
| 2013 | Hobbit: Smaugs ödemark                                           | Smaug (röst), Nekromanten          |                |
| 2013 | En familj – August: Osage County                                 | "Little" Charles Aiken             |                |
| 2013 | The Fifth Estate                                                 | Julian Assange                     |                |
| 2014 | Hobbit: Femhäraslaget                                            | Smaug (röst), Nekromanten          |                |
| 2014 | The Imitation Game                                               | Alan Turing                        |                |
| 2014 | The Penguins of Madagascar                                       | Classified (röst)                  |                |
| 2015 | Black Mass                                                       | William "Billy" Bulger             |                |
| 2016 | Zoolander 2                                                      | All                                |                |
| 2016 | Doctor Strange                                                   | Dr. Stephen Strange                |                |
| 2016 | Magik                                                            | Lewis (röst)                       |                |
| 2017 | Thor: Ragnarök                                                   | Dr. Stephen Strange                |                |
| 2017 | The Current War                                                  | Thomas Edison                      |                |
| 2018 | Avengers: Infinity War                                           | Dr. Stephen Strange                |                |
| 2018 | Grinchen                                                         | Grinchen (röst)                    |                |
| 2018 | Mowgli: Legend of the Jungle                                     | Shere Khan (röst)                  |                |
| 2019 | Avengers: Endgame                                                | Dr. Stephen Strange                |                |
| 2019 | Between Two Ferns: The Movie                                     | sig själv                          |                |
| 2019 | 1917                                                             | Colonel Mackenzie                  |                |
| 2020 | The Courier                                                      | Greville Wynne                     |                |
| 2021 | The Mauritanian                                                  | Stuart Couch                       | även producent |
| 2021 | The Electrical Life of Louis Wain                                | Louis Wain                         |                |
| 2021 | The Power of the Dog                                             | Phil Burbank                       |                |
| 2021 | Spider-Man: No Way Home                                          | Dr. Stephen Strange                |                |
| 2022 | Doctor Strange in the Multiverse of Madness                      | Dr. Stephen Strange                |                |
| 2023 | Den underbara historien om Henry Sugar                           | Henry Sugar                        | kortfilm       |
| 2023 | The End We Start From                                            | AB                                 |                |
| 2023 | The Book of Clarence                                             | Benjamin                           |                |
| 2024 | Den underbara historien om Henry Sugar och tre andra berättelser | Henry Sugar/Max Engelman/Harry     |                |

### TV
| År        | Titel                                       | Roll                                           | Noteringar                                |
| --------- | ------------------------------------------- | ---------------------------------------------- | ----------------------------------------- |
| 2000      | Heartbeat                                   | Charles                                        | 1 avsnitt                                 |
| 2002      | Tipping the Velvet                          | Freddy                                         |                                           |
| 2002      | Silent Witness                              | Warren Reid                                    | 2 avsnitt                                 |
| 2003      | Cambridge Spies                             | Edward Hand                                    |                                           |
| 2003      | Spooks                                      | Jim North                                      | 1 avsnitt                                 |
| 2003      | Fortysomething                              | Rory Slippery                                  | 6 avsnitt                                 |
| 2004      | Dunkirk                                     | Lt. Jimmy Langley                              | Dokumentär                                |
| 2004      | Heartbeat                                   | Toby Fisher                                    | 1 avsnitt                                 |
| 2005      | Nathan Barley                               | Robin                                          | 2 avsnitt                                 |
| 2005      | To the Ends of the Earth                    | Edmund Talbot                                  | 3 avsnitt                                 |
| 2005      | Broken News                                 | Will Parker                                    | 3 avsnitt                                 |
| 2007      | Stuart: A Life Backwards                    | Alexander Masters                              |                                           |
| 2008      | The Last Enemy                              | Stephen Ezard                                  | 5 avsnitt                                 |
| 2009      | Small Island                                | Bernard                                        |                                           |
| 2010–2017 | Sherlock                                    | Sherlock Holmes                                |                                           |
| 2011      | The Rattigan Enigma by Benedict Cumberbatch | Berättare                                      | Dokumentär                                |
| 2012      | Parade's End                                | Christopher Tietjens                           | 5 avsnitt                                 |
| 2013      | The Simpsons                                | Brittiska statsministern, Severus Snape (röst) | Avsnitt "Love is a Many-Splintered Thing" |
| 2016      | The Hollow Crown                            | Kung Richard III                               |                                           |
| 2018      | Patrick Melrose                             | Patrick Melrose                                | 5 avsnitt                                 |
| 2019      | Brexit: The Uncivil War                     | Dominic Cummings                               | TV-film                                   |
| 2021      | What If...?                                 | Dr. Stephen Strange                            | Röstroll                                  |

### Teater
| År   | Titel                     | Roll                             | Teater                                  |
| ---- | ------------------------- | -------------------------------- | --------------------------------------- |
| 2001 | Kärt besvär förgäves      | Ferdinand                        | Open Air Theatre, Regent's Park         |
| 2001 | En midsommarnattsdröm     | Demetrius                        | Open Air Theatre, Regent's Park         |
| 2002 | As You Like It            | Orlando                          | Open Air Theatre, Regent's Park         |
| 2002 | Romeo och Julia           | Benvolio                         | Open Air Theatre, Regent's Park         |
| 2002 | Oh, What a Lovely War     | -                                | Open Air Theatre, Regent's Park         |
| 2004 | The Lady from the Sea     | Lyngstrand                       | Almeida Theatre                         |
| 2005 | Hedda Gabler              | Tesman                           | Almeida Theatre, Duke of York's Theatre |
| 2006 | Period of Adjustment      | George                           | Almeida Theatre                         |
| 2007 | Rhinoceros                | Bérenger                         | Royal Court Theatre                     |
| 2007 | The Arsoniss              | Eisenring                        | Royal Court Theatre                     |
| 2008 | The City                  | Chris                            | Royal Court Theatre                     |
| 2010 | The Children's Monologues | -                                | Old Vic Theatre                         |
| 2010 | After The Dance           | David Scott-Fowler               | Royal National Theatre                  |
| 2011 | Frankenstein              | The Creature/Victor Frankenstein | Royal National Theatre                  |
| 2013 | 50 Years on Stage         | Sig själv/Rosencrantz            | Royal National Theatre                  |
| 2015 | Hamlet                    | Hamlet                           | Barbican Theatre                        |